# Tie It Up
"Tie It Up" es una canción de la cantante Estadounidense Kelly Clarkson. Escrita por Ashley Arrison, Shane McAnally y Josh Osborne y fue lanzada el 25 de junio de 2013.

## Antecedentes
"Tie It Up" está escrita por Ashley Arrison, Shane McAnally y Josh Osborne. Es el tercer sencillo country de la cantante después de Mr. Know It All y Don't Rush. Esta fue lanzada digitalmente el 25 de junio de 2013 mundialmente siendo el primer sencillo country de la cantante lanzado a nivel mundial. Esta fue enviada exclusivamente a las radioemisoras country el 5 de junio de 2013 por Columbia Nasville siendo el segundo sencillo de la cantante lanzado por la discográfica Columbia Records. En la cubierta del disco, el esposo real de Clarkson es quien sale del otro lado de la foto, pero solo su mano se puede ver.

## Composición
"Tie It Up" es una canción Country Blues sobre proposiciones de matrimonios y planes de bodas. Los críticos dice que la canción es la anti-Single Ladies

## Vídeo Musical
Clarkson anuncio que tenía planeado hacer un lyric video de la canción y pidió a sus fanes que le enviaran fotos de bodas para que salgan en el video. El 16 de julio del mismo año, Clarkson anuncio que las fotos no serían utilizadas en el lyric y serían utilizadas en el video oficial.
El video fue publicado en la cuenta Vevo de la cantante el 14 de agosto de 2013 y fue dirigido por Weiss Eubanks.

## Lista de canciones
Descarga digital – Sencillo
| N.º | Título      | Escritor(es)                                 | Duración |  |
| 1.  | «Tie It Up» | Ashley Arrison, Shane McAnally, Josh Osborne | 2:47     |  |